# Hepatoblastoma
O Hepatoblastoma é um tipo de raro câncer de fígado, mais frequente em crianças com menos de 3 anos e que pode provocar a produção de gonadotrofina coriônica humana B (GCH-B) induzindo uma puberdade precoce. Está associada a diversas outras má-formações. Nos adultos esta neoplasia é ainda mais rara.

## Sinais e sintomas
O hepatoblastoma geralmente é detectado quando aparece um enfraquecimento geral do estado de saúde da criança que leva a identificação de um tumor na parte superior direita do abdômen. Sintomas como anorexia, perda de peso, puberdade precoce (por exemplo, crescimento de pênis e testículos), anemia, hemorragia interna e dor abdominal podem aparecer com a progressão da doença.

## Diagnóstico
De entre os métodos de radiodiagnóstico há a ultra-sonografia, tomografia computadorizada e/ou ressonância nuclear magnética, que são fundamentais para o estadiamento da doença e a avaliação da ressecabilidade. Os linfonodos regionais, pulmões, ossos e cérebro são os locais de metástases mais frequentes.
Este tipo de tumor tem como marcador um grande aumento na Alfa feto proteína (AFP maior a 100,000 mcg/mL) nas análises de sangue. Os hepatoblastomas são clinicamente diagnosticados por meio de uma biopsia hepática, em que se extrai com uma agulha uma amostra de tecido hepático para exame microscópico. Também pode-se identificar um aumento na produção de enzimas hepáticas de 15 a 30% e trombocitose.

## Tratamento
O tratamento começa com dois a quatro ciclos de quimioterapia com cisplatina e adjuvantes para preparar o tumor para remoção em cirurgia geral. Se a cirurgia não for possível é necessário fazer um transplante de fígado. O prognóstico é excelente se o tumor é completamente ressecado e não aparecem complicações no pós-operatório e não há outras doenças associadas.